# Hvosteane, Blagoevgrad
Hvosteane (în bulgară Хвостяне) este un sat în comuna Gărmen, regiunea Blagoevgrad,  Bulgaria. 

## Demografie
Componența etnică a satului Hvosteane
     Romi (21,12%)
     Turci (60,28%)
     Nicio identificare (18,59%)
     Bulgari (0%)
La recensământul din 2011, populația satului Hvosteane era de 710 locuitori. Din punct de vedere etnic, majoritatea locuitorilor (60,28%) erau turci, cu o minoritate de romi (21,12%). Pentru 18,59% din locuitori nu este cunoscută apartenența etnică.